# Partito Libra
Il Partito Libra (dall'acronimo albanese di Lista e Barabartë, in italiano Lista Eguale) è un partito politico albanese fondato nel 2016 su iniziativa di Ben Blushi, in seguito alla sua fuoriuscita dal gruppo parlamentare del Partito Socialista d'Albania.
Il partito ha partecipato per la prima volta alle elezioni del 25 giugno 2017, ottenendo l'1,28% su base nazionale, insufficienti a ottenere un seggio.